# Gustav Münzberger
Gustav Münzberger (ur. 17 sierpnia 1903 w Novosedlicach, zm. 23 marca 1977) – Niemiec sudecki, stolarz, SS-Unterscharführer, uczestnik akcji T4, członek personelu obozu zagłady w Treblince, skazany w pierwszym procesie załogi Treblinki na karę dwunastu lat więzienia.

## Życiorys
Urodził się 17 sierpnia 1903 roku w miejscowości Weißkirchlitz w Kraju Sudetów (ob. Novosedlice). Ukończył szkołę podstawową, przez dwa lata uczęszczał też do szkoły średniej w Turn (ob. Trnovany). Po zakończeniu nauki pracował w zakładzie stolarskim ojca, później przez kilka miesięcy był zatrudniony w fabryce papieru w Weißkirchlitz. Odbył osiemnastomiesięczną służbę wojskową w szeregach armii czechosłowackiej. Jesienią 1925 roku, po odejściu do rezerwy, powrócił do rodzinnej miejscowości i ponownie zatrudnił się w fabryce papieru. W 1931 roku przejął po ojcu prowadzenie rodzinnego zakładu stolarskiego.
Po zawarciu układu monachijskiego stał się obywatelem III Rzeszy. W 1938 roku wstąpił w szeregi SS, a dwa lata później został członkiem NSDAP. W sierpniu 1940 roku został skierowany do pracy w szpitalu psychiatrycznym na Zamku Sonnenstein nieopodal Pirny, będącym w tym czasie jednym z „ośrodków eutanazji” akcji T4. Był tam zatrudniony w charakterze stolarza i pomocnika kucharza.
Podobnie jak wielu innych wykonawców akcji T4 został przeniesiony do okupowanej Polski, aby wziąć udział w eksterminacji Żydów. W sierpniu 1942 roku udał się do Lublina, skąd skierowano go na szkolenie do obozu SS w Trawnikach. We wrześniu został w stopniu SS-Rottenführera przydzielony do załogi obozu zagłady w Treblince. Zdarzało się, że wykonywał obowiązki na terenie „dolnego obozu” (strefa przyjęć); zazwyczaj sprowadzały się one do udziału w przyjmowaniu transportów na obozowej rampie. Służbę pełnił jednak przede wszystkim na terenie „górnego obozu”, czyli w strefie zagłady, w której znajdowały się komory gazowe i masowe groby.
W „górnym obozie” pomagał Heinrichowi Matthesowi w obsłudze „instalacji gazujących”. W momencie, gdy przystępowano do likwidacji transportu, zazwyczaj dyżurował w Schlauchu – specjalnym korytarzu z drutu kolczastego, którym nagie ofiary pędzono z obozu „dolnego” do strefy eksterminacji. Często dyżurował także przy „kurtynie”, która zasłaniała wejście do budynku z komorami gazowymi. Jego zadaniem było wówczas wpędzanie Żydów do komór. Aby wymusić posłuszeństwo ofiar posługiwał się biczem lub strzelał z pistoletu do tłumu. Równie brutalnie postępowali przydzieleni mu do pomocy ukraińscy strażnicy. Gdy komory były zapełnione do granic możliwości, polecał wachmanom wrzucać małe dzieci na głowy stłoczonych ofiar. Jeden z ocalałych Żydów miał też być świadkiem, jak pewnego razu Münzberger zastrzelił matkę oraz jej dwójkę lub trójkę dzieci, dla których zabrakło miejsca w komorze. Nadzorował także komando, które przenosiło zwłoki zagazowanych do masowych grobów (Leichentransportkommando). Robotników, którzy jego zdaniem pracowali zbyt wolno, torturował i mordował. W czasie służby zazwyczaj znajdował się pod wpływem alkoholu. W czerwcu 1943 roku został awansowany do stopnia SS-Unterscharführera.
W listopadzie 1943 roku obóz w Treblince został zlikwidowany. Münzberger podobnie jak większość weteranów akcji „Reinhardt” został przeniesiony na wybrzeże Adriatyku. Uczestniczył tam w walkach z partyzantką i eksterminacji miejscowych Żydów. Po zakończeniu wojny zamieszkał w Niemczech Zachodnich. 
W 1959 roku Centrala Badania Zbrodni Narodowosocjalistycznych w Ludwigsburgu wszczęła śledztwo w sprawie zbrodni popełnionych w Treblince, w którym Münzberger był jednym z podejrzanych. Akt oskarżenia przeciwko niemu i trzynastu innym esesmanom został wniesiony 29 stycznia 1963 roku. W lipcu tegoż roku został tymczasowo aresztowany. Był sądzony w pierwszym procesie załogi Treblinki, który toczył się w Düsseldorfie w latach 1964–1965. Prokuratura postawiła mu zarzut morderstwa i zażądała dla niego kary dożywotniego pozbawienia wolności. On sam przyznał w czasie procesu, że asystował przy gazowaniu Żydów. Utrzymywał jednak, że nie dopuszczał się żadnych okrucieństw, a wręcz dokładał wysiłków, aby akcja eksterminacyjna przebiegała w sposób możliwie spokojny i sprawny. Twierdził również, że nie można obarczać go odpowiedzialnością za okrutne zachowanie ukraińskich wachmanów. Wyrokiem z 3 września 1965 roku został uznany winnym pomocnictwa w zbiorowym mordzie na 300 tys. osób i skazany na karę dwunastu lat więzienia.
W 1971 roku zwolniono go z więzienia za dobre sprawowanie. Po wyjściu na wolność zamieszkał wraz z żoną w domu swojego syna w bawarskim Unterammergau. W 1972 roku udzielił wywiadu Gitcie Sereny. Zmarł w marcu 1977 roku.